# Bolivaritettix impennis
Bolivaritettix impennis är en insektsart som beskrevs av Günther, K. 1942. Bolivaritettix impennis ingår i släktet Bolivaritettix och familjen torngräshoppor. Inga underarter finns listade i Catalogue of Life.